# Bundesstraße 287
Die Bundesstraße 287 (Abkürzung: B 287) ist eine deutsche Bundesstraße im Freistaat Bayern.
Sie beginnt in  Hammelburg und führt über Bad Kissingen und Nüdlingen zur A 71 bei Münnerstadt und stellt eine Verbindung zwischen B 27 und A 71 her. Die Länge beträgt etwa 34 km. Zwischen Hammelburg und Bad Kissingen verläuft die Straße im Tal der Fränkischen Saale.